# Nati nel 1948/Ottobre
| Questa pagina contiene informazioni ricavate automaticamente dalle voci biografiche con l'ausilio del template Bio e di un bot. L'aggiornamento è periodico e automatico e ricostruisce completamente la pagina. Se manca una persona in questa lista, sei pregato di non aggiungerla, ma accertati piuttosto che la sua voce biografica contenga il template Bio e che i dati anagrafici siano correttamente compilati. Se il template Bio manca, inseriscilo tu stesso o, in alternativa, metti l'avviso {{tmp\|Bio}} che ne segnala la mancanza. Se i dati riportati sono sbagliati, correggi direttamente la voce biografica; le modifiche saranno visibili in questa lista entro pochi giorni. Per chiarimenti vedi il progetto biografie. La lista contiene solo le 255 persone che sono citate nell'enciclopedia e per le quali è stato implementato correttamente il template Bio. Pagina aggiornata al 2 ago 2025. |

- 1º ottobre - Lynn Ahrens, compositrice e paroliere statunitense
- 1º ottobre - Antonio Attili, politico italiano
- 1º ottobre - Peter Blake, velista neozelandese († 2001)
- 1º ottobre - Mario Zanabria, allenatore di calcio e ex calciatore argentino
- 2 ottobre - Sergio Ahumada, ex calciatore cileno
- 2 ottobre - Vinko Begović, allenatore di calcio e ex calciatore croato
- 2 ottobre - Angelo Bondi, allenatore di pallacanestro italiano
- 2 ottobre - Dave Booth, allenatore di calcio e ex calciatore inglese
- 2 ottobre - Trevor Brooking, giornalista, dirigente sportivo e ex calciatore inglese
- 2 ottobre - Avery Brooks, attore statunitense
- 2 ottobre - Carlos Juan Fitz-James Stuart, nobile e avvocato spagnolo
- 2 ottobre - Kalle Grundel, ex pilota di rally svedese
- 2 ottobre - Siim Kallas, politico estone
- 2 ottobre - Donna Karan, stilista, imprenditrice e direttrice artistica statunitense
- 2 ottobre - Persis Khambatta, modella e attrice indiana († 1998)
- 2 ottobre - Don Luce, ex hockeista su ghiaccio, allenatore di hockey su ghiaccio e dirigente sportivo canadese
- 2 ottobre - Anna Mitgutsch, critica letteraria e scrittrice austriaca
- 2 ottobre - Joshua Owusu, ex lunghista e triplista ghanese
- 2 ottobre - Jochen Sachse, ex martellista tedesco orientale
- 2 ottobre - Andrea Tamburi, attivista e politico italiano († 1994)
- 2 ottobre - Jurij Vasenin, calciatore sovietico († 2022)
- 3 ottobre - Giuliano Castoldi, allenatore di calcio e ex calciatore italiano
- 3 ottobre - Chuck Cissel, attore, cantante e ballerino statunitense
- 3 ottobre - Vic Halom, ex calciatore e allenatore di calcio inglese
- 3 ottobre - Ian MacDonald, critico musicale, paroliere e produttore discografico britannico († 2003)
- 3 ottobre - Eddie Mast, cestista e allenatore di pallacanestro statunitense († 1994)
- 3 ottobre - Allyson Schwartz, politica statunitense
- 3 ottobre - John Vallely, ex cestista statunitense
- 3 ottobre - Francis Vassallo, economista, dirigente d'azienda e religioso maltese
- 3 ottobre - Ziemowit Wojciechowski, ex schermidore polacco
- 4 ottobre - Engin Arık, fisica turca († 2007)
- 4 ottobre - Roberto Baccaro, karateka e maestro di karate italiano
- 4 ottobre - Giovanni Di Fonzo, politico italiano († 2023)
- 4 ottobre - Roy Evans, ex calciatore e allenatore di calcio inglese
- 4 ottobre - Linda McMahon, imprenditrice e politica statunitense
- 4 ottobre - Duke Robillard, musicista statunitense
- 4 ottobre - Rodolfo Sandoval, ex calciatore uruguaiano
- 4 ottobre - Tom Webster, allenatore di hockey su ghiaccio e hockeista su ghiaccio canadese († 2020)
- 4 ottobre - Dinko Žutelija, ex calciatore jugoslavo
- 5 ottobre - Joseph Bruyère, ex ciclista su strada belga
- 5 ottobre - Anna Tavano, atleta paralimpica francese († 2012)
- 5 ottobre - Bernardino Terracciano, criminale italiano
- 5 ottobre - Delroy Wilson, cantante giamaicano († 1995)
- 5 ottobre - Zoran Živković, scrittore e saggista serbo
- 5 ottobre - Annita van Iersel, pittrice olandese
- 6 ottobre - Gerry Adams, politico irlandese
- 6 ottobre - Bruce Botelho, politico statunitense
- 6 ottobre - Glenn Branca, chitarrista e compositore statunitense († 2018)
- 6 ottobre - Silvia Della Monica, magistrato e politica italiana
- 6 ottobre - Jimmy Douglas, ex calciatore scozzese
- 6 ottobre - Juan Díaz Sánchez, calciatore spagnolo († 2013)
- 6 ottobre - Andrea Garbarino, scrittore e giornalista italiano
- 6 ottobre - Wendell Ladner, cestista statunitense († 1975)
- 6 ottobre - Larry Lloyd, calciatore e allenatore di calcio inglese († 2024)
- 6 ottobre - Mike McCoy, ex giocatore di football americano statunitense
- 6 ottobre - Ângelo Máximo, cantante e showman brasiliano
- 6 ottobre - Michele Penta, funzionario e prefetto italiano
- 6 ottobre - José Piñera, economista e politico cileno
- 6 ottobre - Paula Scher, illustratrice, pittrice e insegnante statunitense
- 6 ottobre - Sherman White, ex giocatore di football americano statunitense
- 7 ottobre - Diane Ackerman, scrittrice, poetessa e naturalista statunitense
- 7 ottobre - Lucio Boccardo, matematico italiano
- 7 ottobre - Egon Scotland, giornalista tedesco († 1991)
- 8 ottobre - Enzo Baldoni, giornalista e blogger italiano († 2004)
- 8 ottobre - Jan Baxant, vescovo cattolico ceco
- 8 ottobre - Tilde Corsi, produttrice cinematografica italiana
- 8 ottobre - Armand De Decker, politico belga († 2019)
- 8 ottobre - Gottfried Helnwein, pittore, fotografo e scenografo austriaco
- 8 ottobre - Claude Jade, attrice francese († 2006)
- 8 ottobre - Elio Lannutti, giornalista, saggista e politico italiano
- 8 ottobre - Pedro Alonso López, serial killer colombiano
- 8 ottobre - Marco Olmo, ultramaratoneta italiano
- 8 ottobre - Marcelo Picchi, attore brasiliano
- 8 ottobre - Giandomenico Picco, diplomatico italiano († 2024)
- 8 ottobre - Johnny Ramone, chitarrista statunitense († 2004)
- 8 ottobre - Nini Salerno, attore, regista e cantante italiano
- 8 ottobre - Helmuth Schmalzl, ex sciatore alpino, allenatore di sci alpino e dirigente sportivo italiano
- 8 ottobre - Leonid Šmuc, ex calciatore sovietico
- 8 ottobre - Baldwin Spencer, politico antiguo-barbudano
- 9 ottobre - Jackson Browne, cantautore statunitense
- 9 ottobre - Ludwika Chewińska, ex pesista polacca
- 9 ottobre - Oliver Hart, economista britannico
- 9 ottobre - Paul LePage, politico statunitense
- 9 ottobre - Caleb Quaye, chitarrista e musicista britannico
- 9 ottobre - Angelino Sollazzo, politico italiano
- 10 ottobre - Javier Aguirresarobe, direttore della fotografia spagnolo
- 10 ottobre - Calistrat Cuțov, pugile rumeno († 2025)
- 10 ottobre - Ron Dorsey, ex cestista statunitense
- 10 ottobre - Juan Falù, chitarrista, musicista e compositore argentino
- 10 ottobre - Marcella Frangipane, archeologa italiana
- 10 ottobre - Leonel Herrera, ex calciatore cileno
- 10 ottobre - Feliks Kulov, politico kirghiso
- 10 ottobre - Franco Novarina, allenatore di pallacanestro e avvocato italiano
- 10 ottobre - Séverine, cantante francese
- 11 ottobre - Silvio Cadelo, fumettista, illustratore e pittore italiano
- 11 ottobre - Cecilia, cantautrice spagnola († 1976)
- 11 ottobre - David Rendall, tenore britannico († 2025)
- 11 ottobre - Ninetto Davoli, attore italiano
- 11 ottobre - Joe Delia, musicista statunitense
- 11 ottobre - Francesco Ghirelli, politico e dirigente sportivo italiano
- 11 ottobre - Jonathan Hadary, attore statunitense
- 11 ottobre - Judy Kaye, attrice, soprano e doppiatrice statunitense
- 11 ottobre - Raymond Edwin Mabus, politico statunitense
- 11 ottobre - Peter Turkson, cardinale e arcivescovo cattolico ghanese
- 12 ottobre - Stefano Antonucci, attore e comico italiano
- 12 ottobre - Eli Danker, attore israeliano
- 12 ottobre - Catherine Jourdan, attrice francese († 2011)
- 12 ottobre - Rick Parfitt, cantante e chitarrista inglese († 2016)
- 12 ottobre - Sōji Shimada, scrittore giapponese
- 13 ottobre - Alan Bray, storico e attivista britannico († 2001)
- 13 ottobre - Guido Elmi, produttore discografico, musicista e arrangiatore italiano († 2017)
- 13 ottobre - Nusrat Fateh Ali Khan, cantante e musicista pakistano († 1997)
- 13 ottobre - Salvatore Ligorio, arcivescovo cattolico italiano
- 13 ottobre - Domenico Lo Jucco, politico e manager italiano
- 13 ottobre - Viktor Rašnikov, imprenditore russo
- 13 ottobre - Nina Ročeva, fondista sovietica († 2022)
- 14 ottobre - Marcia Barrett, cantante giamaicana
- 14 ottobre - Eduardo Bonomi, politico e guerrigliero uruguaiano († 2022)
- 14 ottobre - André Guesdon, allenatore di calcio e calciatore francese († 2020)
- 14 ottobre - Gerard Murphy, attore irlandese († 2013)
- 15 ottobre - Miodrag Baletić, allenatore di pallacanestro montenegrino († 2021)
- 15 ottobre - Chris de Burgh, cantautore e musicista irlandese
- 15 ottobre - Pasquale Casillo, imprenditore e dirigente sportivo italiano († 2020)
- 15 ottobre - Paolo Fabbri, musicologo italiano
- 15 ottobre - Rush D. Holt, Jr., politico e fisico statunitense
- 15 ottobre - Stephen McNallen, esoterista statunitense
- 15 ottobre - Tom Patterson, cestista statunitense († 1982)
- 15 ottobre - Paul Ruffner, cestista statunitense († 2022)
- 15 ottobre - Savannah Jack, wrestler statunitense († 2012)
- 16 ottobre - Peter Asch, ex pallanuotista statunitense
- 16 ottobre - Steve Atkinson, hockeista su ghiaccio canadese († 2003)
- 16 ottobre - Gaetano Cassaro, fumettista italiano
- 16 ottobre - Gaspare Cassaro, fumettista italiano
- 16 ottobre - Alison Chitty, scenografa e costumista britannica
- 16 ottobre - Nuccio Cusumano, politico italiano
- 16 ottobre - Jack Dalrymple, politico statunitense
- 16 ottobre - Günter Haritz, ex pistard tedesco
- 16 ottobre - Hema Malini, attrice, regista e ballerina indiana
- 16 ottobre - Gary Miller, politico statunitense
- 16 ottobre - Michael Stearns, musicista e compositore statunitense
- 16 ottobre - Michael Tylo, attore televisivo statunitense († 2021)
- 16 ottobre - Karen Wetterhahn, chimica statunitense († 1997)
- 16 ottobre - Steve Wilson, ex cestista statunitense
- 17 ottobre - Reinhold Behr, ex schermidore tedesco
- 17 ottobre - Francis Burns, ex calciatore scozzese
- 17 ottobre - Osvaldo Castro, ex calciatore cileno
- 17 ottobre - Robert Jordan, scrittore statunitense († 2007)
- 17 ottobre - Margot Kidder, attrice canadese († 2018)
- 17 ottobre - Maria Luisa Magagnoli, scrittrice, giornalista e curatore editoriale italiana
- 17 ottobre - Takeshi Naito, karateka e maestro di karate giapponese
- 17 ottobre - George Wendt, attore statunitense († 2025)
- 18 ottobre - Vítor Baptista, calciatore portoghese († 1999)
- 18 ottobre - Leandro De Nardi, arciere italiano († 2000)
- 18 ottobre - Frank Fournier, fotografo francese
- 18 ottobre - Jordan, cantante italiano
- 18 ottobre - Bryan Lefley, allenatore di hockey su ghiaccio e hockeista su ghiaccio canadese († 1997)
- 18 ottobre - Ntozake Shange, drammaturga e poetessa statunitense († 2018)
- 18 ottobre - Sheila White, attrice inglese († 2018)
- 19 ottobre - Carmen Fraga Estévez, politica spagnola
- 19 ottobre - Patrick Simmons, chitarrista e polistrumentista statunitense
- 19 ottobre - Pete Solley, tastierista, compositore e produttore discografico britannico († 2023)
- 20 ottobre - Filippo Bencardino, geografo italiano
- 20 ottobre - Robert A. Borski, Jr., politico statunitense
- 20 ottobre - Luigi Maria Burruano, attore italiano († 2017)
- 20 ottobre - Nobuo Chigusa, ex cestista giapponese
- 20 ottobre - John Fultz, cestista e allenatore di pallacanestro statunitense († 2023)
- 20 ottobre - Yves Hézard, ex ciclista su strada francese
- 20 ottobre - Jeff MacKay, attore statunitense († 2008)
- 20 ottobre - Betsy McCaughey, politica statunitense
- 20 ottobre - Toshishiro Obata, artista marziale, coreografo e attore giapponese
- 20 ottobre - José Luis Saldaño, calciatore argentino († 2019)
- 20 ottobre - Andrej Surajkin, pattinatore artistico su ghiaccio sovietico
- 21 ottobre - Johan Boskamp, ex calciatore e allenatore di calcio olandese
- 21 ottobre - Carlo Caltagirone, neurologo e neuroscienziato italiano
- 21 ottobre - Dick Christie, attore statunitense
- 21 ottobre - Shaye J. D. Cohen, storico e rabbino statunitense
- 21 ottobre - Antonio Michele Coppi, politico italiano († 2024)
- 21 ottobre - Allen Henry Vigneron, arcivescovo cattolico statunitense
- 22 ottobre - Håkon Austbø, pianista norvegese
- 22 ottobre - Christopher Curry, attore statunitense
- 22 ottobre - Lynette Fromme, criminale statunitense
- 22 ottobre - Dennis Gassner, scenografo canadese
- 22 ottobre - Miran Gašperšič, ex sciatore alpino jugoslavo
- 22 ottobre - Anton Gill, scrittore britannico
- 22 ottobre - Pierre Lartigue, ex pilota di rally francese
- 22 ottobre - Debbie Macomber, scrittrice statunitense
- 22 ottobre - Gianpietro Marchetti, ex calciatore e dirigente sportivo italiano
- 22 ottobre - John Peterson, ex lottatore statunitense
- 22 ottobre - Paola Severino, avvocata e politica italiana
- 23 ottobre - Carlo Borzaga, economista italiano († 2024)
- 23 ottobre - Walter Foini, cantautore italiano
- 23 ottobre - Vincenzo Iacopino, giornalista italiano
- 23 ottobre - Vanna Iori, politica e pedagogista italiana
- 23 ottobre - Martin Jenner, chitarrista, polistrumentista e compositore britannico
- 24 ottobre - Phil Bennett, rugbista a 15 britannico († 2022)
- 24 ottobre - Milziade Caprili, politico italiano († 2013)
- 24 ottobre - Ezio Cardi, ex pistard italiano
- 24 ottobre - Simonetta Licastro Scardino, politica italiana
- 24 ottobre - Kishore Mahbubani, scrittore singaporiano
- 24 ottobre - Ezio Mauro, giornalista italiano
- 24 ottobre - Kweisi Mfume, politico statunitense
- 24 ottobre - Robert Ouko, mezzofondista e velocista keniota († 2019)
- 24 ottobre - Barry Ryan, cantante britannico († 2021)
- 24 ottobre - Mario Sconcerti, giornalista e scrittore italiano († 2022)
- 24 ottobre - Salvatore Varriale, ex giocatore di baseball, allenatore di baseball e dirigente sportivo italiano
- 24 ottobre - Mario Vecchiato, ex martellista italiano
- 25 ottobre - Edu Bala, ex calciatore brasiliano
- 25 ottobre - Dave Cowens, ex cestista e allenatore di pallacanestro statunitense
- 25 ottobre - Dan Gable, ex lottatore statunitense
- 25 ottobre - Anselmo Genovese, cantautore italiano
- 25 ottobre - Dan Issel, ex cestista, allenatore di pallacanestro e dirigente sportivo statunitense
- 25 ottobre - Sigleif Johansen, ex biatleta norvegese
- 25 ottobre - Lúcia Murat, regista brasiliana
- 25 ottobre - Lorenzo Ornaghi, politologo e politico italiano
- 25 ottobre - Gene Phillips, ex cestista statunitense
- 25 ottobre - Ingrid Sundberg, ex sciatrice alpina svedese
- 26 ottobre - Thomas Becker, bobbista statunitense
- 26 ottobre - Marshall Colt, attore statunitense
- 26 ottobre - Heinrich Strasser, allenatore di calcio e ex calciatore austriaco
- 26 ottobre - Paolo Tordi, pilota motociclistico italiano († 1976)
- 26 ottobre - Allan Warren, fotografo, scrittore e attore britannico
- 27 ottobre - Leonardo Coen, giornalista e scrittore italiano
- 27 ottobre - Rick Fisher, cestista statunitense († 2019)
- 27 ottobre - Françoise Hemeryck, ex cestista francese
- 27 ottobre - Tom Jackson, attore e cantante canadese
- 27 ottobre - Rex Morgan, cestista e allenatore di pallacanestro statunitense († 2016)
- 27 ottobre - Gianni Nazzaro, cantante e attore italiano († 2021)
- 27 ottobre - Paola Strauss, ex sciatrice alpina italiana
- 27 ottobre - Yves Triantafyllos, ex calciatore francese
- 27 ottobre - Maurizio Turone, ex calciatore italiano
- 27 ottobre - José Miguel Wisnik, compositore, critico letterario e pianista brasiliano
- 27 ottobre - Bernie Wrightson, fumettista statunitense († 2017)
- 28 ottobre - Raymond Dalmau, ex cestista e allenatore di pallacanestro portoricano
- 28 ottobre - Claudio De Vincenti, politico e economista italiano
- 28 ottobre - Jude Drouin, ex hockeista su ghiaccio canadese
- 28 ottobre - Telma Hopkins, attrice e cantante statunitense
- 28 ottobre - Olle Ludvigsson, politico svedese
- 28 ottobre - Benjamin Ndiaye, arcivescovo cattolico senegalese
- 28 ottobre - Aldo Spinelli, artista italiano
- 29 ottobre - Charles Bo, cardinale e arcivescovo cattolico birmano
- 29 ottobre - Kate Jackson, attrice statunitense
- 29 ottobre - Fausto Maifredi, dirigente sportivo italiano
- 29 ottobre - Alberto Mantovani, patologo, immunologo e divulgatore scientifico italiano
- 29 ottobre - Marc Perrin de Brichambaut, giudice francese
- 29 ottobre - Joanne Sargent, ex cestista canadese
- 29 ottobre - Valeria Sarmiento, montatrice, regista e sceneggiatrice cilena
- 29 ottobre - Frans de Waal, etologo olandese († 2024)
- 30 ottobre - Nikolaj Charitonov, politico russo
- 30 ottobre - Don Creech, attore e doppiatore statunitense
- 30 ottobre - J.D. Hill, ex giocatore di football americano statunitense
- 31 ottobre - Franco Gasparri, attore italiano († 1999)
- 31 ottobre - Matti Yrjänä Joensuu, scrittore finlandese († 2011)
- 31 ottobre - Michael Kitchen, attore britannico
- 31 ottobre - Adelard Mayanga Maku, allenatore di calcio e ex calciatore della Repubblica Democratica del Congo
- 31 ottobre - Domenico Pinto, politico italiano